# 波馬科查區 (安達韋拉斯省)
14°05′02″S 73°35′20″W / 14.08389°S 73.58889°W
波馬科查區（西班牙語：Distrito de Pomacocha），是秘魯的一個區，位於該國南部阿普里馬克大區的安達韋拉斯省，面積129.2平方公里，海拔高度3,643米，2005年人口1,128，人口密度每平方公里8.7人。